# Liolaemus isabelae
Liolaemus isabelae — вид ігуаноподібних ящірок родини Liolaemidae. Ендемік Чилі.

## Поширення і екологія
Liolaemus isabelae мешкають в регіоні Атакама, в районі солончака Салар-де-Педерналес і річки Кебрада-Потрерільос. Вони живуть у високогірних пустелях, місцями порослих чагарниками, та серед скель. Зустрічаються на висоті від 2850 до 3672 м над рівнем моря. Живляться комахами, є живородними.

## Збереження
МСОП класифікує цей вид як такий, що перебуває під загрозою зникнення. Liolaemus isabelae загрожує знищення природного середовища.